# Nilde Iotti
Leonilde (Nilde) Iotti (ur. 10 kwietnia 1920 w Reggio nell’Emilia, zm. 4 grudnia 1999 w Rzymie) – włoska polityk, działaczka komunistyczna, nauczycielka, przez ponad 50 lat parlamentarzystka. W latach 1979–1992 przez trzy kadencje przewodnicząca Izby Deputowanych, będąc pierwszą kobietą na tym stanowisku.

## Życiorys
Ukończyła studia filologiczne na Katolickim Uniwersytecie Najświętszego Serca w Mediolanie. Krótko pracowała jako nauczycielka, w okresie II wojny światowej związała się z ruchem oporu, później została sekretarzem lokalnych struktur związku kobiet. W 1946 uzyskała mandat radnej, następnie w tym samym roku z ramienia Włoskiej Partii Komunistycznej została posłanką do konstytuanty (Assemblea Costituente della Repubblica Italiana). W 1948 po raz pierwszy uzyskała mandat parlamentarzystki do Izby Deputowanych. Do niższej izby włoskiego parlamentu była następnie wybierana w każdych kolejnych wyborach do 1996 włącznie, sprawując mandat w okresie I, II, III, IV, V, VI, VII, VIII, IX, X, XI, XII i XIII kadencji.
W czerwcu 1979 została powołana na urząd przewodniczącego Izby Deputowanych, funkcję tę pełniła nieprzerwanie do kwietnia 1992 przez okres VIII, IX i X kadencji. Od 1991 związana z powstałymi na bazie partii komunistycznej Demokratyczną Partią Lewicy i Demokratami Lewicy. 18 listopada 1999 zrzekła się mandatu deputowanej, odchodząc z parlamentu po ponad 50 latach. Zmarła kilkanaście dni później. W lipcu 1979 krótko wykonywała mandat posłanki do pochodzącego z wyborów Parlamentu Europejskiego I kadencji.